# Висячая пунктуация

Пример висячей пунктуации.

Висячая пунктуация — способ набора текста, а так же вёрстки интернет-страниц, при котором знаки препинания, находящиеся в начале или в конце строки, смещаются на поля, то есть за границы тела текста. На левое поле смещаются кавычки, скобки, маркеры списков. На правое поле смещаются кавычки, скобки, точки, запятые, частично дефисы и знаки переноса. Обычно используется при выравнивании текста по ширине. Впервые висячая пунктуация была использована Иоганном Гутенбергом в Библии Гутенберга, одной из первых печатных книг.
Такой способ набора текста представлен лишь в немногих программах для верстки текста и часто требует ручной редактуры дизайнера или полиграфиста. Создание висячей пунктуации возможно в полуавтоматическом режиме в pdfTeX. Автоматическая поддержка висячей пунктуации предусмотрена в QuarkXPress, Adobe InDesign и Corel Ventura.